# Patricia Gunawan
Patricia Gunawan (Giacarta, 14 luglio 1990) è una modella, conduttrice televisiva e conduttrice radiofonica indonesiana, seconda classificata della quarta edizione del talent show Asia's Next Top Model.

## Biografia
Patricia Gouw ha studiato "Business Internazionale" in Australia, continuando successivamente la sua istruzione in "Moda" all'università LaSalle College, in Indonesia.

## Carriera

### Concorsi di bellezza
Patricia Gouw ha rappresentato la provincia di Gorontalo al concorso di bellezza Miss Indonesia 2012, dove è arrivata in undicesima posizione, ma ha vinto il premio di "Miss Salute e Bellezza".
In seguito, ha rappresentato la sua nazione nativa al concorso Miss ASEAN 2012, che si è tenuto nella città di Chiang Rai, in Thailandia, posizionandosi al secondo posto.

### Asia's Next Top Model
Patricia Gouw è stata una delle due concorrenti rappresentanti dell'Indonesia nella quarta edizione del talent show basato a Singapore Asia's Next Top Model, insieme alla connazionale Aldilla Zahraa.
Per aver vinto la sfida della settimana nell'ottavo episodio, è stata scelta come ambasciatrice dell'anno per le campagne promozionali del marchio automobilistico Subaru. Patricia Gouw è stata l'unica concorrente a non aver mai rischiato l'eliminazione per aver ottenuto la peggior posizione in alcuna settimana dello show, inoltre ha vinto la "Miglior Performance" per tre settimane durante l'arco della stagione.
Patricia Gouw si è posizionata in seconda posizione nella competizione, davanti alla sudcoreana Kim Sang In. La vincitrice della sua edizione è stata la thailandese Tawan Kedkong.